# 加拿大甲級足球聯賽
加拿大甲級足球聯賽（英語：League1 Canada）是加拿大國內的半職業足球聯賽。

## 歷史
2011年，魁北克足協首先組建了魁北克超級足球聯賽。標誌著半職業男子足球重返魁北克。兩年後的2013年，安大略足協組建了同一級別的安大略甲級聯賽。此後兩個聯賽分別在2015年 和2018年增設了女足聯賽。2021年，不列顛哥倫比亞足協組建同一級別的不列顛哥倫比亞甲級聯賽。和安大略、魁北克兩個聯賽不同的是，不列顛哥倫比亞聯賽從一開始就有男子聯賽和女子聯賽。
2022年3月31日，魁北克、安大略、不列顛哥倫比亞三個省的足球協會和加拿大足球商務公司宣佈：將旗下三個足球聯賽整合為「加拿大甲級足球聯賽」。安大略聯賽和不列顛哥倫比亞聯賽同時啟用了和加拿大甲級聯賽標誌相似的新標誌，而魁北克聯賽則到了2023賽季才更名為「魁北克甲級聯賽」並採用新標誌。
2022年8月12日到14日，加拿大甲級聯賽舉辦旗下的第一屆省際女足錦標賽。參賽的四支球隊包括旗下三個聯賽的2022賽季冠軍，加上一支來自魁北克聯賽的主辦球隊。
2003年12月，加拿大甲級聯賽宣佈：艾伯塔甲級聯賽從2024年起加入加拿大甲級聯賽體系。

## 賽制
加拿大甲級足球聯賽的賽制仿照加拿大冰球聯賽的賽制：屬下的四個分聯賽分別進行自己的常規賽和季後賽，得出各自的冠軍。之後，男足冠軍晉級來年的加拿大足球錦標賽，女足冠軍則參加同年的省際女足錦標賽，以決定全聯賽冠軍。